# Слайдер (корпус телефона)
Слайдер (от англ. slider — ползунок) — форм-фактор корпуса мобильного телефона, а также название самого телефона в таком корпусе.
Как и корпус типа раскладушка, слайдер имеет две части, но они при этом не закреплены на одной оси, а расположены в параллельных плоскостях и соединены с помощью специального механизма, позволяющего им сдвигаться друг относительно друга в этих плоскостях (обычно только в одном направлении).
Чаще всего на верхней («лицевой») части телефона располагаются дисплей, динамик и небольшое количество кнопок управления, с помощью которых можно быстро ответить на звонок, а также получить быстрый доступ к необходимым функциям телефона. На нижней части обычно расположены аккумулятор, основные электронные элементы, а также цифровая клавиатура, используемая в тех случаях, когда кнопок управления на лицевой панели недостаточно (набор номера или коротких сообщений).
К достоинствам форм-факторa «слайдер» можно отнести несколько меньшие габариты, чем у моноблока, простоту использования по сравнению с раскладушкой (легко открывается одной рукой, есть доступ ко многим функциям в закрытом состоянии).
Недостатками являются меньшая надёжность по сравнению с моноблоком (из-за наличия движущихся частей), незащищённость дисплея от внешних воздействий (по сравнению с раскладушкой). У многих слайдеров цифровая клавиатура меньше по размерам и менее удобна в использовании по сравнению с телефонами в других корпусах.
Наравне с традиционными слайдерами, в которых движение частей производится вдоль длинной стороны телефона, существуют также так называемые «боковые» слайдеры, у которых сдвиг производится вдоль короткой стороны телефона.

## История
Слово «слайдер» является заимствованием от англ. slider («ползунок»).
Одним из первых слайдеров был Siemens SL10, вышедший в 1999 году. В 2004 году Samsung SGH-D500 стал одним из самых продаваемых телефонов. Вплоть до 2009 года слайдеры входили в список самых продаваемых телефонов. Существовали разные реализации механизма слайдера. Отдельной популярностью пользовались телефоны с выдвигающейся клавиатурой QWERTY. BlackBerry Torch 9800 и Motorola Photon Q являются примерами.
Выпускались необычные слайдеры, такие как:
- Nokia 7280, больше похожий на корпус губной помады.
- Samsung SGH-F520, клавиатура которого выдвигается в две смежные стороны.
- LG DoublePlay, обладающий двумя экранами (по одному на каждой части)

В 2018 году несколько производителей смартфонов, в погоне за тем чтобы сделать экран смартфона безрамочным, выпустили модели смартфонов, в которых реализовали форм-фактор слайдера, так как одной из самых главных проблем безрамочности является наличие фронтальной камеры, которая была расположена за дисплеем смартфона. Таким образом, чтобы воспользоваться фронтальной камерой, необходимо сдвинуть дисплей смартфона вниз.
Было представлено 3 смартфона-слайдера:
- Xiaomi Mi MIX 3
- Lenovo Z5 Pro
- Honor Magic 2

В 2019 году лишь Xiaomi и Lenovo обновили свои слайдеры:
- Xiaomi Mi MIX 3 5G
- Lenovo Z5 Pro GT

Итого существует лишь 5 моделей смартфонов-слайдеров, из которых только Xiaomi Mi MIX 3 и Mi MIX 3 5G официально продавались в России. В марте 2020 года Xiaomi сообщила, что прекращает производство смартфонов Mi MIX 3.